# 9986 Hirokun

9986 Hirokun

9986 Hirokun eller 1996 NX är en asteroid i huvudbältet som upptäcktes den 12 juli 1996 av de båda japanska astronomerna Takeshi Urata och Yoshisada Shimizu vid Nachi-Katsuura-observatoriet. Den är uppkallad efter Hiroshi Fukazawa, dotter till en av upptäckarna.
Den tillhör asteroidgruppen Maria.